# Ciupercenii Noi, Dolj

stema 
Ciupercenii Noi este satul de reședință al comunei cu același nume din județul Dolj, Oltenia, România.
Suprafață:  10152 ha
Intravilan:  300 ha 
Extravilan:  9852 ha 
Populație:  5530 
Gospodării:  1603 
Nr. locuințe:  2068 
Nr. grădinițe:  2 
Nr. școli:  2 
Numele localităților aflate în administrație:
Ciupercenii Noi, Smârdan

## Așezarea geografică
Comuna Ciupercenii Noi este situată în județul Dolj, latitudine nordică 43°54', longitudine estică 22°57', având următoarele vecinătăți:
La nord DN 520
La sud Fluviul Dunărea
La est comuna Desa
La vest sat Ciupercenii Vechi

## Activități specifice zonei
Agricultură
Legumicultură, creșterea animalelor, meșteșugul prelucrării marmurei și a pietrei pentru monumente funerare

## Activități economice principale
Agricultură - cultura plantelor de câmp
Legumicultură - solarii
Zootehnie - creșterea porcinelor în complex, a ovinelor, caprinelor și bovinelor
Apicultură
Morărit și panificație
Prelucrarea marmurei
Activități comerciale - desfacerea cu amănuntul

## Obiective turistice
Rezervația ornitologică Arceru
Monumentul eroilor din războiul de independență situat pe malul Fluviului Dunărea
Monumentul eroilor din primul război mondial situat în centrul comunei
Monumentul eroilor din al doilea război mondial situat în centrul comunei
Biserica Sfântul Mare Mucenic Gheorghe
Biserica Sfântul Ioan Botezătorul
Cunoscatorii stiu că rezervația ornitologică "Arceru", este una dintre destinațiile doljene cunoscute ca având  specii de păsări rare pe care le adăpostește. Aceasta se află în zona inundabilă din Lunca Dunării și se întinde pe teritoriul comunelor Ciupercenii Noi și Desa. Ocupă o suprafață de circa 2000 de hectare și a fost declarată monument natural, devenind arie protejată prin lege începând cu anul 1971. De asemenea, face parte și din cunoscuta rețea ecologică "sit Natura 2000",  prin care este protejată mai ales zona acvafaunistică. În această zonă umedă se întâlnește un habitat de apă dulce, iar aici viețuiesc în jur de 150 de specii de păsări, precum: egreta mare sau albă, barza neagră sau albă, stârcul roșu, pelicanul creț, lișița și altele. Nu lipsesc vidrele și peștii, pădurile de salcâm, sălcii sau plopi. Un detaliu interesant al acestei rezervații e că a rămas neîndiguită, fapt care o deosebește de restul locurilor din Lunca Dunării. În lunile de vară aceasta zonă  este vizitată de turiști și localnici cu corturile.

## Evenimente locale
Ziua comunei Ciupercenii Noi - în luna octombrie
Piață comunală - în zilele de duminică
Tradiții și obiceiuri specifice în zilele de: Boboteză, Sfântul Ion, Sfântul Gheorghe, Paște